# Ґолембювка (Мазовецьке воєводство)
Ґолембювка (пол. Gołębiówka) — село в Польщі, у гміні Калушин Мінського повіту Мазовецького воєводства.
Населення — 179 осіб (2011).
У 1975—1998 роках село належало до Седлецького воєводства.

## Демографія
Демографічна структура станом на 31 березня 2011 року:
|          | Загалом | Допрацездатний вік | Працездатний вік | Постпрацездатний вік |
| -------- | ------- | ------------------ | ---------------- | -------------------- |
| Чоловіки | 86      | 15                 | 63               | 8                    |
| Жінки    | 93      | 17                 | 46               | 30                   |
| Разом    | 179     | 32                 | 109              | 38                   |